# 1993-as Copa América (döntő)
Az 1993-as Copa América döntőjét a guayaquili Estadio Monumental stadionban játszották 1993. július 4-én.
A döntő egyik résztvevője Argentína, ellenfele pedig Mexikó volt. A mérkőzést 2–1 arányban Argentína nyerte meg. Ez volt az első olyan alkalom, amikor egy nem CONMEBOL-tagország szerepelt a Copa América döntőjében.

## Út a döntőig
| Csapat    | M | Gy | D | V | G+ | G– | Gk | P |
| --------- | - | -- | - | - | -- | -- | -- | - |
| Kolumbia  | 3 | 1  | 2 | 0 | 4  | 3  | +1 | 4 |
| Argentína | 3 | 1  | 2 | 0 | 3  | 2  | +1 | 4 |
| Mexikó    | 3 | 0  | 2 | 1 | 2  | 3  | –1 | 2 |
| Bolívia   | 3 | 0  | 2 | 1 | 1  | 2  | –1 | 2 |

| Csapat    | M | Gy | D | V | G+ | G– | Gk | P |
| --------- | - | -- | - | - | -- | -- | -- | - |
| Kolumbia  | 3 | 1  | 2 | 0 | 4  | 3  | +1 | 4 |
| Argentína | 3 | 1  | 2 | 0 | 3  | 2  | +1 | 4 |
| Mexikó    | 3 | 0  | 2 | 1 | 2  | 3  | –1 | 2 |
| Bolívia   | 3 | 0  | 2 | 1 | 1  | 2  | –1 | 2 |

## Mérkőzés
| 1993. július 4. |

| Argentína         | 2–1   | Mexikó      |
| ----------------- | ----- | ----------- |
| Batistuta 63' 74' | (0–0) | Galindo 67' |

| Estadio Monumental, Guayaquil Nézőszám: 40 000 Játékvezető: Márcio Rezende (brazil) |

| Argentína | Mexikó |

| ARGENTÍNA:           |    |                    |  |     |
|                      |    |                    |  |     |
| GK                   | 1  | Sergio Goycochea   |  |     |
| DF                   | 4  | José Basualdo      |  |     |
| DF                   | 6  | Oscar Ruggeri      |  | 40' |
| DF                   | 15 | Jorge Borelli      |  |     |
| DF                   | 3  | Ricardo Altamirano |  |     |
| MF                   | 17 | Gustavo Zapata     |  |     |
| MF                   | 10 | Diego Simeone      |  |     |
| MF                   | 5  | Fernando Redondo   |  |     |
| MF                   | 11 | Néstor Gorosito    |  | 64' |
| FW                   | 9  | Gabriel Batistuta  |  |     |
| FW                   | 18 | Alberto Acosta     |  |     |
| Cserék:              |    |                    |  |     |
| FW                   | 13 | Fernando Cáceres   |  | 40' |
| DF                   | 20 | Leonardo Rodríguez |  | 64' |
| Szövetségi kapitány: |    |                    |  |     |
| Alfio Basile         |    |                    |  |     |

| MEXIKÓ:              |    |                      |  |     |
|                      |    |                      |  |     |
| GK                   | 1  | Jorge Campos         |  |     |
| DF                   | 5  | Ramón Ramírez        |  |     |
| DF                   | 3  | Juan Ramírez Perales |  |     |
| MF                   | 6  | Gerardo Torrado      |  |     |
| DF                   | 21 | Raúl Gutiérrez       |  | 79' |
| MF                   | 7  | David Patiño         |  | 45' |
| DF                   | 4  | Ignacio Ambríz       |  |     |
| MF                   | 8  | Alberto García Aspe  |  |     |
| MF                   | 17 | Benjamín Galindo     |  |     |
| MF                   | 9  | Hugo Sánchez         |  |     |
| FW                   | 11 | Luis Roberto Alves   |  |     |
| Cserék:              |    |                      |  |     |
| FW                   | 10 | Luis García          |  | 45' |
| FW                   | 15 | Luis Flores          |  | 79' |
| Szövetségi kapitány: |    |                      |  |     |
| Miguel Mejía Barón   |    |                      |  |     |

| Az 1993-as Copa América győztese |
| -------------------------------- |
| ARGENTÍNA 14. cím                |